# الأزواج الشياطين (فلم)
الأزواج الشياطين هو فيلم مصري من بطولة كبار السينما المصرية من عادل إمام، سعيد صالح، ناهد شريف، توفيق الدقن، مديحة كامل وسيد زيان، ومن إخراج أحمد فؤاد ونجيب إسكندر وتأليف أحمد عبدالوهاب، تم عرضه في مصر تاريخ 12 أيلول 1977.

## القصة
ممدوح وكامل وفتحى ثلاثة أصدقاء يعملون في شركة واحدة.كامل وفتحى متزوجان وممدوح أعزب يستأجر عوامة لملذاته، ويزوره كامل وفتحى هربًا من زوجاتهم. تسرق نعيمة مصوغات مخدومتها التي تطاردها فتركب نعيمة سيارة ممدوح لتهرب. يأخذ ممدوح نعيمة إلى العوامة ممنيًا نفسه بقضاء وقت ممتع معها، ويحضر اصدقاؤه كامل وفتحى ويحاولان المشاركة في المتعة، لكن البوليس حضر وقبض على الجميع، بعد أن أخفت نعيمة المسروقات في الكنبة الموجودة بالعوامة. احتجزت نعيمة وأُفرج عن الشبان الثلاثة. زار ممدوح صديقه كامل في منزله وشاهد ماجدة أخت زوجته فتزوجها. خرجت نعيمة من السجن وطاردت الأزواج حتى وصلت للعوامة واستردت المسروقات ولكن الزوجات وصلن ومعهن البوليس الذي قبض على نعيمة ومعها المسروقات، بينما أُفرج عن الأزواج الذين طاردتهم الزوجات

## طاقم العمل
- ناهد شريف (نعيمة)
- عادل إمام (ممدوح)
- مديحة كامل (ماجدة)
- ليلى طاهر (كريمة)
- سعيد صالح (كامل)
- يوسف فخر الدين (فتحى)
- حياة قنديل (سامية)
- توفيق الدقن (المعلم الحرامي)
- سيد زيان (الشاويش)
- إبراهيم سعفان (جار ممدوح)
- وداد حمدي (وداد حمدى)
- أحمد نبيل

## روابط خارجية
- مقالات تستعمل روابط فنية بلا صلة مع ويكي بيانات